# Зубкова Ольга Валеріївна
О́льга Валеріївна Зубко́ва (нар. 26 травня 1969, Орел, РРФСР, СРСР) — радянська і російська акторка театру, кіно і дубляжу.

## Життєпис
Народилася 26 травня 1969 року в Орлі.
У 1987 рокові закінчила акторське відділення Ростовського училища мистецтв. Навчалася на одному курсі разом з майбутньою колегою, акторкою Оленою Шульман. З 1987 по 1990 рік — акторка Тульского драматичного театру імені Горького. У кількох спектаклях наприкінці 1980-х виконала головні ролі.
З 1993 року працювала на телебаченні — була ведучою програм «Времєчко», «Надзвичайний канал» (ВДТРК), «Магазин на дивані» (РТР, ТНТ), «Канал Купи» (ТВ-3), «З. З. З. Р.: доглядаємо, спорим, советуемся, вирішуємо» (Мир). На радіостанціях «Юність» і «Говорить Москва» Ольга деякий час працювала ведучою і паралельно знімалась у рекламних роликах («Панадол», «Пампух», «Міф», «Глейд»).
Вперше продублювала фільм 2000 року. Займається дубляжем і закадровим озвученням зарубіжних фільмів і телесеріалів, озвучує документальні фільми, комп'ютерні ігри та рекламні ролики.
Одна з провідних російських акторок дубляжу: її голосом говорять багато акторок Голлівуду, такі як: Анджеліна Джолі, Кейт Бланшетт, Джуліанн Мур, Карла Гуджино, Шарліз Терон, Мішель Пфайффер, Сігурні Вівер.
У травні 2018 року виступала в чвертьфіналі Вищої ліги КВК як запрошена зірка разом з Володимиром Антоніком, Вадимом Андреєвим і Сергієм Балабановим.

## Родина
Чоловік (з 1991 року) — Олексій Іванович Аннєнков (нар.. 12 березня 1959), актор театру Армена Джигарханяна.
У родині виховали сина Сергія (нар.. 1996) та доньку Юлія (нар.. 2005) .

## Фільмографія
- 1997 — Завтра буде день (короткометражний)
- 1999 — Білий танець — епізод
- 2001 — Люди і тіні. Секрети лялькового театру — Олена Володимирівна
- 2002 — Моя межа — Елла
- 2003 — Адвокат (1-й сезон) — Інна Харченко, однокласниця Зіміна і Карпінського (фільм 5)
- 2003 — Врятувати і вижити — кореспондентка ТВ
- 2003 — Сищик без ліцензії — Оксана Філіпенко (фільм 5)
- 2004 — Ніжне чудовисько — Мальдіні
- 2004 — Не забувай — реєстраторка РАГСу
- 2006 — Мій ласкавий і ніжний мент — Анна, продавчиня
- 2006 — Петя Чудовий — Рита
- 2006 — Рятувальники. Затемнення — Ольга
- 2011 — Мисливці за діамантами — секретарка у Орлова в 1992 році (8-а серія)
- 2011 — 2012 — Закрита школа — Світлана Виноградова
- 2019 — Рідні люди (короткометражний)

## Озвучування і дубляж

### Акторки
Джуліанна Мур
- 2007 — Пророк — Келлі Ферріс
- 2004 — Закони привабливості — Одрі Вудс
- 2001 — Корабельні новини — Вейв Проуз

Кейт Бланшетт
- 2018 — Мауглі — Каа
- 2018 — Вісім подруг Оушена — Лу Міллер
- 2014 — Хоббіт: Битва П'яти Воїнств — Галадріель
- 2013 — Хоббіт: Пустка Смога — Галадріель
- 2013 — Жасмин — Жанетт «Жасмин» Френсіс
- 2012 — Хоббіт: Несподівана подорож — Галадріель
- 2010 — Робін Гуд — Леді Меріон
- 2008 — Загадкова історія Бенджаміна Баттона — Дейзі
- 2008 — Індіана Джонс і Королівство кришталевого черепа — Ірина Спалько
- 2007 — Золотий вік — Єлизавета I
- 2004 — Авіатор — Кетрін Гепберн
- 2003 — Володар перснів: Повернення короля — Галадріель
- 2002 — Володар перснів: Дві вежі — Галадріель
- 2001 — Володар перснів: Хранителі Персня — Галадріель

Анджеліна Джолі
- 2015 — Лазурний берег — Ванесса
- 2010 — Турист — Еліз Кліфтон-Ворд
- 2010 — Солт — Евелін Солт
- 2008 — Підміна — Крістін Коллінз
- 2007 — Беовульф — Мати Гренделя
- 2006 — Хибна спокуса — Кловер Вілсон
- 2005 — Містер і місіс Сміт — Джейн Сміт
- 2004 — Александр — Олімпіада

Карла Гуджино
- 2011 — Заборонений прийом — Доктор Горські / Мадам Віра Горські
- 2008 — Право на вбивство — детективка Керен Кореллі
- 2007 — Вампірка — Єва
- 2002 — Діти шпигунів 2: Острів несправджених надій — інгредієнти Кортес

Шарліз Терон
- 2017 — Вибухова блондинка — Лоррейн Бротон
- 2011 — Бідна багата дівчинка — Мевіс Гері
- 2007 — В долині Ела — детективка Емілі Сандерс
- 2005 — Еон Флакс — Еон Флакс
- 2004 — Голова в хмарах — Гільда Бессе

Мішель Пфайффер
- 2018 — Людина-мураха і Оса — Джанет ван Дайн
- 2017 — Мати! — жінка
- 2012 — Похмурі тіні — Елізабет Коллінз Стоддарт
- 2011 — Старий Новий рік — Інгрід
- 2007 — Зоряний пил — відьма Ламія
- 2007 — Лак для волосся — Велма фон Тассл
- 2007 — Я ніколи не буду твоєю — Роузі

Сігурні Вівер
- 2011 — Хижа в лісі — Режисерка
- 2011 — Пол: Секретний матеріальчик — Великий Брат
- 1997 — Чужий 4: Воскресіння — клон Еллен Ріплі № 8
- 1992 — Чужий 3 — Еллен Ріплі
- 1986 — Чужі — Еллен Ріплі
- 1979 — Чужий — Еллен Ріплі

### Роки
2020 рік
- Сенсація — Гретчен Карлсон (Ніколь Кідман)

2019 рік
- Джон Вік 3 — директор (Анжеліка Г'юстон)
- Месники: Фінал — Фрігге (Рене Руссо)
- Ножі наголо — Лінда Драйсдейл (Джеймі Лі Кертіс)

2018 рік
- Засновано на реальних подіях — Дельфін Дайріє (Еммануель Сеньє)
- Місія нездійсненна: Фолаут — Еріка Слоан (Анджела Бассетт)
- Нічні гри — Сара
- П'ятдесят відтінків свободи — Сьюзі (Рене Руссо)
- Чудова — Шарлін (Россі де Пальма)
- До побачення там, нагорі — Маделін Перікорт (Емілі Дек'єнн)
- Коротше — Анна-Олена Есб'єрнсен
- Дещо на день народження — Сенна Бергес (Шерон Стоун)
- Все тільки починається — докторка Грейс Тревельян Грей (Марсія Ґей Гарден)

2017 рік
- Дуже погані матусі 2 — Рут (Крістін Баранскі)
- Найманець — Ірен Кеннеді (Санаа Латан)
- 2pac: Легенда — Афені Шакур (Данай Гуріра)
- Орбіта 9 — Сільвія (Белен Руеда)
- Фантастична любов і де її знайти — все жіночі ролі (закадровий кінотеатральний переклад)
- Скрижалі долі — сестра Мері
- На п'ятдесят відтінків темніше — докторка Грейс Тревельян Грей (Марсія Ґей Гарден)

2016 рік
- Прибуття
- Руйнування — Марго (Поллі Дрейпер)
- Черепашки-ніндзя 2 — Ребекка Вінсент (Лора Лінні)
- В активному пошуку — Мег (Леслі Манн)
- П'ятдесят відтінків чорного — Клер
- Гордість і упередження і зомбі — леді Кетрін де Бр (Ліна Гіді)
- Зразковий самець № 2 — Сьюзан Серендон

2015 рік
- Скаути проти зомбі — міс Філдер (Клоріс Лічмен)
- Затемнення
- Заліковий препод 2 — директор Гудрун Герстер (Катя Ріманн)
- Втікач — Дар'я Вінстон (Дена Гур'є)
- Демони Джун — Кенді (Сінді Гоган)
- Машина часу в джакузі 2 — Ліза Лоб (Ліза Лоб), подружка нареченої (Олівія Джордан)
- Особливо небезпечна — місіс Ларсон (Рейчел Гарріс)
- Модна штучка — Еліс (Геллі Беррі)
- П'ятдесят відтінків сірого — докторка Грейс Тревельян Грей (Марсія Ґей Гарден)
- Заручниця 3 — Ленор (Фамке Янссен)
- Тупий і ще тупіший 2 — Адель Пічлоу (Лорі Голден)

2014 рік
- Чорна троянда — Наталя (Ольга Родіонова)
- Грейс — бабуся Гелен (Лін Шей)
- Громадянин чотири правда Сноудена — Лора Пойтрас
- Страховик (фільм) — докторка Дюпре (Мелані Гріффіт)
- Магія місячного світла — місіс Бейкер (Марсія Ґей Гарден)
- Небезпечно для роботи — Джанін (Моллі Гейган)
- Нова людина павук 2. Висока напруга — Мері Паркер (Ембет Девідц), Карі (Сара Гадон)
- Робокоп
- 13 гріхів
- Джек Раян: Теорія хаосу

2013 рік
- Залізний лицар 2 — місіс Сміт
- Смерть в мережі — Саллі
- Тіні незабутих предків — мати Вані (Ольга Сумська)
- Тор 2: Царство темряви — Фрігге (Рене Руссо)
- Паркленд — медсестра Доріс Нельсон (Марсія Ґей Гарден)
- Досить слів — Єва (Джулія Луї-Дрейфус) (закадрове озвучення)
- Штурм Білого дому — Перша леді США Елісон Соєр (Гарсель Бове)
- Судна ніч — Мері Сендін (Ліна Гіді)
- Велике весілля — Бібі Макбрайд (Сьюзан Серендон)
- Іспит для двох — Корінн (Глорія Рубен)
- Падіння Олімпу — Директор Секретної служби Лінн Джейкоб (Анджела Бассетт)
- Я дуже збуджений — Норма (Сесилія Рот)
- Останнє вигнання диявола: Друге пришестя — Сесіль
- Джек — підкорювач велетнів — королева (Тенді Райт)
- Тиха гавань — власниця кафе
- Дорослі діти розлучення — докторка Джудіт (Джейн Лінч)
- Ненька
- Невидима жінка — Кетрін Тернан (Крістін Скотт Томас), Кетрін Діккенс
- Таємний потяг — Роз (Робін Райт)
- Даю рік

2012 рік
- Лінкольн — Елізабет Блер Лі (Джулі Вайт)
- Сайлент Хілл 2 — Рада Мітчелл
- У будинку — Жанна Жермен (Крістін Скотт Томас)
- Добре бути тихонею
- Заручниця 2 — Ленор (Фамке Янссен)
- Темний лицар: Відродження легенди
- Френсіс Ха — конгресвумен
- весняні надії
- Ковбойки і янголи — Ребекка (Кетлін Роуз Перкінс), частина жіночих ролей (в перекладі Першого каналу)
- Суддя Дредд 3D — Головна суддя
- Мій пацан — Мері МакГеррікл (Сьюзан Серендон)
- Диктатор
- Американський пиріг: Усі в зборі — мама Кари
- Дітородні — Ванда
- Гра на виживання — докторка Міру Андерс

2011 рік
- Поєдинки: Жінка під грифом «секретно»
- Дівчина з татуюванням дракона — Еріка Бергер (Робін Райт)
- Мішок з кістками — Джо Нунан
- Весільний розгром — Барбара (Олівія Ньютон-Джон)
- Час — Рейчел Салас (Олівія Вайлд)
- Любов у космосі — частина жіночих ролей (в перекладі Першого каналу)
- Екстрасенс — Герієт Каткарт
- Друзі по сексу — Лорна (Патрісія Кларксон)
- Гаррі Поттер і Смертельні реліквії: Частина 2 — Лілі Поттер (Джеральдін Сомервілль)
- Трансформери 3: Темна сторона Місяця — Джуді Вітвікі
- Зелений Ліхтар — докторка Аманда Воллер (Анджела Бассетт)
- Тор — Фрігге (Рене Руссо)
- Позашлюбний тиждень — Брітні (Лорен Боулс)

2010 рік
- Школа Авалон — Мама Еллі
- Любов і інші ліки
- Некерований — новинна репортерка
- Піраньї 3D — шерифка Джулі Форестер (Елізабет Шу) (дубляж Рен-ТВ)
- Вампірський засос — Іден
- Їсти, молитися, кохати — Ваян
- Подвійне життя Чарлі Сан-Клауда — Луїза Сан-Клауд (Кім Бейсінгер)
- 4.3.2.1. — Келлі (Мішель Раян)
- Команда-А — капітанка Карісса Соса (Джессіка Біл)
- Секс у великому місті 2 — Саманта Джонс (Кім Кетролл)
- Мармадюк
- Зірковий ескорт — Мередіт Вієйра (Мередіт Вієйра)
- Тамара і секс — Бет Гардімент (Темзін Ґреґ)
- Волл-стріт: гроші не сплять — Сільвія Мур (Сьюзан Серендон)
- Залізна людина 2 — Крістіан Аманпур
- План Б — Лорі (Мерібет Монро)
- Божевільне побачення — Кеті (Лейтон Містер)
- Занадто крута для тебе — місіс Маклая
- Кілери — місіс Корнфельдт (Кетрін О'Гара) (закадровий переклад Першого каналу)
- День святого Валентина — Клаудіа Смарт
- Легіон — Сандра Андерсон (Кейт Волш)
- Сімейка Джонсів — Кей Сі, бос Джонсонів (Лорен Гаттон)
- Грінберг — Керол Грінберг
- Привид — Амелія Блай (Кім Кетролл)
- З Парижа з любов'ю — пакистанка Ніколь

2009 рік
- Елвін і бурундуки 2 — директор школи Рубін
- Божевільний спецназ — телеведуча
- 2012 — канцлерка Німеччини
- Посилка — Клайм Стюард (Дебора Раш)
- Стервозні штучки — Хел (Ерін Каммінґз)
- Котися! — Брук Кевендер (Марсія Ґей Гарден)
- Душевна кухня — бабуся Надін (Моніка Бляйбтрой), Фрау Шустер вом Фінанзамт
- Спуск 2 — Сьюзан Смолл (Джессіка Вільямс)
- Школа виживання випускників — Кармелла Молбі, мати Райден (Джейн Лінч), Барбара Снафф
- Дитя пітьми — Сестра Ебігейл (К. К. Х. Паундер)
- Кумедні люди — Лора (Леслі Манн)
- Трансформери: Помста занепалих — Джуді Вітвікі (Джулі Вайт)
- Джонні Д. — Анна Сейдж (Бранка Катіч)
- Агора — Гіпатія (Рейчел Вайс)
- Не озирайся
- Люди Ікс: Початок. Росомаха — докторка Керол Фрост (Ашер Кедді), учителька (Елісон Арая)
- Зоряний шлях — Комп'ютер Ентерпрайза
- Привиди в Коннектикуті — Сара Кембелл (Вірджинія Медсен)
- Татові знову 17 — Нейомі (Ніколь Салліван)
- Бруклінські поліцейські — агентка Сміт (Еллен Баркін)
- Мій кривавий Валентин — Сара Палмер (Джеймі Кінг)
- Книга крові — Мері Флореску (Софі Ворд)

2008 рік
- Чотири Різдва — Паула, мати Бреда (Сісі Спачек)
- Кілер — Кармен Колсон (Даян Лейн)
- Ларго Вінч: Початок — Енн Фергюсон (Крістін Скотт Томас)
- Доросла несподіванка — Гейл Суїні (Джейн Лінч)
- Як втратити друзів і змусити всіх тебе ненавидіти — Елінор Джонсон (Джилліан Андерсон)
- Крихітка з Беверлі-Гіллз — Рейчел (Пайпер Перабо)
- Рок-н-рольник — Стелла (Тенді Ньютон)
- Жінки — Сільві Фаулер (Аннетт Бенінг)
- Герцогиня — леді Джорджіана Спенсер, графиня Спенсер (Шарлотта Ремплінг)
- Дика — місіс Кінгслі (Наташа Річардсон)
- Дівчина з Монако — Едіт Лассаль (Стефан Одран)
- Мумія: Гробниця Імператора драконів — оповідачка, Цзи Юань (Мішель Йео)
- Зведені брати — Ненсі Гафф-добакі (Мері Стінберген)
- Опівнічний експрес — Сьюзан Гофф (Брук Шилдс)
- На скейті від смерті — Сільві, офіцерка поліції (Рашида Бракні)
- Секс у великому місті — Саманта Джонс (Кім Кетролл)
- Відчайдушні шахраї — лейтенантка Інтерполу Джулія Моліно (Валерія Голіно)
- Ще одна з роду Болейн — Катерина Арагонська (Ана Торрент)
- Одного разу в Голлівуді — Лу Тарноу (Кетрін Кінер)
- Заручниця — Ленор (Фамке Янссен)

2007 рік
- PS Я люблю тебе — Шерон Маккарті (Джина Гершон)
- Наркоз — Ліліт Бересфорд (Лена Олін)
- Геловін
- Щоденники няні
- Незаконна пропозиція — Лілгіл Тендер (Ванда де Хесус), Йонг Міллі (Джессіка Піментел)
- Я знаю, хто вбив мене — агентка Джулі Баском (Гарсель Бове)
- Гаррі Поттер і Орден Фенікса — Амелія Боунз
- Еван Всемогутній — Рита (Ванда Сайкс)
- Трансформери — Джуді Вітвікі (Джулі Вайт)
- Заповіт — Боса
- Тринадцять друзів Оушена — Ебігейл Спондер (Еллен Баркін)
- Трошки вагітна — мама Елісон (Джоанна Кернс)
- Руді — гонче порося — Енджі Грусіг (Софі фон Кессель)
- Янгол
- Джейн Остін — леді Грешем (Меггі Сміт)
- Викрадення — детективка Сьюзан Ладлен
- Міст в Терабітію — Мері Ааронс (Кейт Батлер)
- Білий шум 2: Сяйво — Джулія Кейн (Теріл Ротері)
- На прізвисько «Чистильник» — Діана (Ніколет Шерідан)

2006 рік
- Прокляття золотої квітки — імператриця Лян (Гун Лі)
- Міс Поттер — Фіона (Патриція Керріган)
- Повний облом — місіс Смолс (Мімі Роджерс)
- Морський піхотинець — Енджела (Ебігейл Б'янка) (в перекладі Першого каналу)
- Пішли у в'язницю — суддя Єва Вун, стриптизерка
- Помста — Мішель (Кейт Біха)
- Як одружитися і залишитися неодруженим — Францін Лебрун
- Не кажи нікому — Шарлотта Бертауд
- Прокляття 2 — Тріш Кімбл (Дженніфер Білз)
- Плетений чоловік — сестра Роуз (Моллі Паркер)
- Боббі — Мірієм (Шерон Стоун)
- Як малі діти — Мері Енн (Мері Б. Макканн)
- Капітан Алатрісте — Марія де Кастро (Аріадна Хіль)
- Крок вперед — директор Гордон (Рейчел Гріффітс)
- Поліція Маямі: Відділ моралі — Труді Джоплін (Наомі Гарріс)
- Будинок біля озера — Кейт Форстер (Сандра Буллок)
- Розлучення по-американськи — Едді (Джой Лорен Адамс
- Клерки 2 — Емма (Дженніфер Швалбах-Сміт)
- Не бачу зла — Ганна Андерс (Тіффані Ламб)
- Загублений рейс
- Місія нездійсненна 3 — Рейчел (Белламі Янг)
- Бунтарка
- Сайлент Гілл — Роуз Дасілва (Рада Мітчелл)
- Повернення — Раймунда (Пенелопа Крус)
- Кохання та інші неприємності — Пола (Сара Джессіка Паркер)
- Ультрафіолет — Вайолет джат Шаріфф (Мілла Йовович)
- Вогняна стіна — Бет Стенфілд (Вірджинія Медсен)
- Кохання та інші катастрофи — Феліція (Стефані Бічем)
- Марнувати життя — Арлін Крейнер (Джина Гершон)
- Алібі — Лола (Ребекка Ромейн)

2005 рік
- У кожного своя брехня — жіночі ролі 2-го плану (закадрове озвучення Першого каналу)
- Гроші на двох — Тоні Морроу (Рене Руссо)
- Любов і сигарети — Кітті Кейн Мердер (Сьюзан Серендон)
- Елізабеттаун — Еллен Кішмор (Джессіка Біл)
- Крижаний врожай — Рената Кросс (Конні Нільсен)
- Новачок — Лайза Брукс (Келлі Ху)
- Острів — подруга МакКорд (Шоуні Сміт)
- 2001 маніяк — Мілк Мейден
- Дзвінок 2 — докторка Емма Темпл (Елізабет Перкінс)
- Будь крутішим! — Марла (Дебі Мейзар)
- Білий шум — Сара Тейт (Дебора Кара Ангер)

2004 рік
- Московська спека — Саша (Джоанна Пакула)
- Правила сексу 2: Гепі-енд — Мемі (Ліза Кудров)
- Кухар-злодій — Марія (Корінна Харфух)
- Тривалі заручини — оповідачка
- На узбіччі — Стефані (Сандра О)
- Чарівна країна — Мері Анселлом Баррі (Рада Мітчелл)
- Папарацці — Докторка Келлі
- Жінка-кішка — Пейшн Філліпс / Жінка-кішка (Геллі Беррі)
- Хроніки Ріддіка — Аереон (Джуді Денч)
- Темпеста: Порочна пристрасть — Діна Густамо (Валентіна Черві)
- Троя — Брісеїда (Роуз Бірн)
- Миттєвості Нью-Йорка — Анна Ліптон (Андреа Мартін)
- Широко крокуючи — Дені (Ешлі Скотт)
- Принц і я — Пейдж Морган (Джулія Стайлз)
- Мисливці за розумом — Сара Мур (Кетрін Морріс)
- Безсмертні: Війна світів — докторка Елма Тернер (Шарлотта Ремплінг)
- Вічне сяйво чистого розуму — Мати Джоела
- Остаточний монтаж — Телма
- Спартанець — Донні (Лінда Кимбро)

2003 рік
- Час розплати — Джейн
- Любов за правилами і без — Крістін (Каді Стрікленд)
- Відкрийте, поліція! 3 — мадам Мо
- Дуже страшне кіно 3 — Кейт (Дженні Маккарті), дружина Тома (Деніз Річардс)
- Реальна любов — Джуді (Джоанна Пейдж), Керол (Клаудія Шиффер), Дженні (Дженьюарі Джонс), Керол Енн (Еліша Катберт)
- Нестерпна жорстокість — секретарка Майлза Мессі
- Труднощі перекладу
- Фаворит — Енні Говард (Валері Махаффі)
- Діти шпигунів 3: Гру закінчено — Арнольд
- Халк — Елізабет «Бетті» Росс (Дженніфер Коннеллі)
- Подвійний форсаж — Моніка Фуентес (Єва Мендес)
- Таємнича річка — Селеста Бойл (Марсія Ґей Гарден)
- Весільна вечірка — Джуді Тобіас (Кендіс Берген)

2002 рік
- Гаррі Поттер і таємна кімната — Петунія Дурслі (Фіона Шоу)
- Червоний дракон — гостя на вечері (Бренда Стронг), секретарка доктора Блума
- Шоу починається — Чейс Рензі (Рене Руссо)

2001 рік
- Шпигунські ігри — Елізабет Гедлі (Кетрін Маккормак) (дубляж для Першого каналу)
- Гаррі Поттер і філософський камінь — Петунія Дурслі (Фіона Шоу)
- Прибулець — Майя Олхем (Медлін Стоу)
- Басейн — Кетрін (Анна Гейслерова)
- Штучний розум — Мартін Свінтон (Джейк Томас)
- Ірландський везунчик — Кейт О'Райлі Джонсон / Кейт Сміт

2000 рік
- Випадковий шпигун — репортерка TCN
- Вислизаючий вірус — всі жіночі ролі (закадрове озвучення)

1943 — 1997
- 1997 — Звідник — всі жіночі ролі (закадрове озвучення)
- 1997 — Брехун, брехун — всі жіночі та дитячі ролі (закадрове озвучення СТС)
- 1996 — Страх — Лора Вокер (Емі Бреннеман)
- 1995 — Золоте око — M (Джуді Денч), Ксенія Онатопп (Фамке Янссен) (дубляж СВ-Дубль)
- 1990 — Робокоп 2 — докторка Джульєтт Факс (Белінда Бауер)
- 1988 — Близнюки — Лінда Мейсон (Хлоя Вебб), Мері Енн Бенедикт (Бонні Бартлетт) (дубляж SDI Media Russia 2017 р)
- 1986 — Ферріс Б'юллер бере вихідний — всі жіночі та дитячі ролі (закадрове озвучення СТС)
- 1983 — Восьминіжка — Восьминіжка (Мод Адамс)
- 1975 — Санкція на піку Ейгера — Анна Монтейн (Гайді Брюль)
- 1974 — Чорний вітряк — леді Мелісса Джуліан
- 1973 — Брізі — Пола Гармон
- 1969 — На секретній службі Її Величності — Рубі, пацієнтка
- 1968 — Блеф Куган — Міллі, подружка Кугана
- 1967 — Неприборкана Анжеліка — Анжеліка Сансі де Монтель (Мішель Мерсьє) (Перший канал)
- 1956 — Людина, яка занадто багато знала — Джозефін Конвей Маккенна (Джо) (Доріс Дей)
- 1943 — Тінь сумніву — Емма Ньютон, мати Шарлотти (Патрісія Колліндж)

### Серіали
- 2017 — Геппі! — Ізабелла Скарамуччі, Ассунта, Джессіка МакКарті, Аманда Гансен
- 2016 — Доіжок — Ілона (Лідія Ареф'єва)
- 2016 — Смарагдове місто — добра чарівниця Глінді, половина жіночих ролей  (закадрове озвучення SDI Media Russia для Viasat)[7]
- 2016 — Верхи — леді Ковінгтон
- 2016 — Пекельна кухня,  всі жінки  (з 11-го сезону, закадрове озвучення телеканалу «Ю»)
- 2016 — Війна і мир — Анна Павлівна Шерер (Джилліан Андерсон)[8]
- 2014 — INXS: Нас ніколи не розлучити —  частина жіночих ролей  (закадрове озвучення «Первого каналу»)
- 2014 — Бібліотекарі — полковниця Єва Берд
- 2014 — Чорні вітрила
- 2014 — Череп та кості — Селіма Ель Шарад (Ясмін Ел Массрі) (дубляж «РЕН ТВ»)
- 2014—2016 — Мушкетери — Міледі де Вінтер, Королева Анна, Агнес, герцогиня Савойська
- 2013 — Проспект Бразилія — частина жіночих ролей  (закадрове озвучення «Першого каналу»)
- 2013 — У Філадельфії завжди сонячно — Діандра «Ді» Рейнольдс, половина жіночих ролей  (з 9-го сезону, закадрове озвучення студії «Zone Vision» на замовлення Paramount Comedy)
- 2013 — Не ті хлопці — Скарлетт
- 2012 — Спартак: Помста — Лукреція (Люсі Лоулес)
- 2012 — Алькатрас — Ребекка Медсен, Люсі Банерджі
- 2011 — Гра престолів — Кейтілін Старк, Септа Мордейн
- 2011 — Спартак: Боги Арени — Лукреція, дружина Батіата (Люсі Лоулес)
- 2010 — Перехрестя смерті
- 2010 — Гаваї 5.0 — Кона «Коно» Калакауа
- 2010 — Загублені — половина жіночих ролей  (7-й сезон, закадрове озвучення «Першого каналу»)[9]
- 2010 — Спартак: Кров та пісок — Лукреція, дружина Батіата (Люсі Лоулес)
- 2010 — Живаі мішень — Вікторія, Кетрін Волтерс, Марія Гальєго, Єва Кох, Стефані Доббс, Брук Гаммел
- 2009—2011 — Теорія брехні — докторки Джилліан Фостер (дубляж для «Первого канала»)
- 2008—2010 — Коханки — Алекс
- 2007—2014 — Секс і Каліфорнія — Карен ван дер Бик (1-й сезон, дубляж «Первого канала»)
- 2006 — Дурнушка — Софія Різ (Сальма Гаєк)
- 2006 — Герої — Еллі Бішоп (Крістен Белл), Дженіс Паркмен, Сандра Беннет (Ешлі Кроу)
- 2006—2009 — Загін «Антитерор» — Моллі Блейн
- 2005—2006 — Велика хвиля — Джиллі (1 та 2 сезони)
- 2005—2010 — Про їжу без цензури — всі жінки  (закадрове озвучення телеканалу «Ю», 2017 г.)
- 2005 — Надприродне — Мері Вінчестер, Мег Мастерс, Рубі, Джессіка Мур, Бела Талбот, Джо Гарвелл, Ліза Брейден (дубляж «РЕН ТВ»)
- 2005—2009 — Втеча з в'язниці — Сара Танкреді (Сара Вейн Келліс)
- 2004—2007 — 4400 — Ніна Джарвіс (Саманта Ферріс), Лілі Мур Тайлер (Лаура Аллен)
- 2004—2012 — Віртуози — Стейсі Монро (Джеймі Мюррей)
- 2003—2004 — Мертві, як я — Бетті Ромер (Ребекка Гейхарт)
- 2000—2006 — Малкольм у центрі уваги — Лоїз (Джейн Качмарек)
- 1998—2004 — Секс і Місто — Міранда Гоббс (Синтія Ніксон), другорядні персонажки  (закадрове озвучення)
- 1997—2008 — Альпійський патруль — Ціниться кожне життя — Докторка Габрієла Кольман
- 1997—2002 — Дарма і Грег — Марлін (Ярдлі Сміт), Кітті Монтгомері (Сьюзан Салліван)
- 1996—2004 — Сабріна — юна відьма — Зельда Спеллман (тітка Сабріни) (Закадровий переклад об'єднання «Російський дубляж» на замовлення СТС, 2003—2006 рр.)
- 1995—2001 — Зоряний шлях: Вояжер — Кетрін Джейнвей  (закадровий переклад SDI Media Russia, 2017 г.)
- 1993—1999 — Зоряний шлях: Глибокий космос 9 — Джадзія Дакс, всі жіночі ролі  (закадровий переклад SDI Media Russia, 2017 г.)
- 1990—1993 — Пригоди Дживса і Вустера — всі жіночі ролі в 1 сезоні  (закадровий переклад для телеканалу «Россия», 2003 рік)[10]
- 1987—1994 — Зоряний шлях: Наступне покоління — Діана Трой, різні епізодичні персонажки (закадровий переклад SDI Media Russia, 2016—2017 рр.)
- 1983—1987 — Команда «А» — всі жіночі ролі' '(закадровий переклад для телеканалу «ДТВ»)

### Мультфільми та мультсеріали
- 2018 — Снігова Королева: Задзеркалля — Снігова королева
- 2018 — Казковий патруль — Снігова королева
- 2018 — Бджілка Мая і Кубок меду
- 2018 — Мері і відьомська квітка — мадам Мамблчук
- 2017 — Лео та Тіг — Заметіль
- 2017 — Герої Енвелла — Саламандра
- 2017 — В пошуках легенд
- 2016 — Бен 10
- 2016 — Альфа і Омега 7: Велике зледеніння — Єва, Агнес
- 2016 — Снігова королева 3: Вогонь і лід — Альфіда; отаманка
- 2016 — Темна Ліга справедливості
- 2016 — Конг: Король мавп —  Ботіла
- 2016 — Ліга справедливості —  Диво-жінка / принцеса Діана, Гарлін Квінзель / Гарлі Квінн
- 2016 — У пошуках Дорі — голос в океанаріумі (фінальний трейлер і версія на прес-показі)
- 2016 — Школа Евер афтер: Зачарована зима —  Чеширський кіт, Розабелла, Снігова королева, оповідачка
- 2016 — Панда Кунг-Фу 3 — майстриня Тигриця
- 2016 — Кунг-фу панда: Загадки Світка — майстриня Тигриця
- 2016 — Школа Евер афтер: Ігри драконів —  оповідачка
- 2016 — Американський тато! — Франсін Сміт, Стів Сміт, Гейлі Сміт, всі жіночі та дитячі ролі  (13 сезон, закадровий переклад для 2х2)
- 2015 — LEGO Nexo Knights — Ава Прентіс, майже всі жіночі ролі
- 2015 — Ми звичайні ведмеді — половина жіночих ролей
- 2015 — Губка Боб Квадратні Штани — місіс Пафф (серії «Мучителі вчителя», «Дівчата гуляють»), Перл Крабс (серії «Прощай, крабсбургер?», «Дошка оголошень», «Дикі друзі», «Китовий нянь»), другорядні персонажки (серії 191, 200, 201, 204—208, 214, 217, 220—223, 226, 227, 229, 230, 243, 244, 248, 249, 254, 255)
- 2015 — Єгіптус — Маас, мать Лео, Кира
- 2015 — Школа монстрів — Клео Де Ніл
- 2015 — Остання людина Атлантиди —  Гутієре
- 2015 — Губка Боб в 3D — комп'ютерний голос
- 2015 — Снігова королева 2: Перезаморозка — Бабуся Орма
- 2014—2018 — Ніндзяґо: Майстри Спінджицу Ніндзяґо: Майстри Спінджицу — Місако і П. І. В. В. Ж.
- 2014 — Черепашки Ніндзя — другорядні персонажки в 2 сезоні
- 2014 — Маленьке королівство Бена і Голлі —  няня Плам, другорядні персонажки (2 сезон)
- 2014 — Покемон: Лукар і таємниця Мью —  Кідд Саммерс
- 2014 — Білка і Стрілка: Місячні пригоди
- 2013 — Альфа і Омега 2: Пригоди святкового виття —  єва, Принцеса
- 2013 —  2014 &   — Легенди Чіми &   —  Кранкет, Рінон, половина жіночих ролей
- 2013 — Джастін і лицарі доблесті — Грен
- 2013—2016 — Покемон — Алекса (сезон 16), Олімпія (сезоны 18-19)
- 2013 — Цуценячий патруль — мер Гудвей
- 2013 — Супермен: Непереможений — Ма Кент
- 2013 — Бетмен: Повернення Темного Лицаря — Лана Ленг
- 2012 — Снігова королева — Уна, Принцеса, Дзеркало, Озеро Гао
- 2012 — Супермен проти Еліти — Лоїс Лейн
- 2011 — Пригоди Тінтіна: Таємниця «Єдинорога» — Б'янка Кастафіоре / Міланська Соловейко
- 2011 — Кунг-Фу Панда: Секрети Майстрів — майстриня Тигриця
- 2011—2013 — Зелений Ліхтар
- 2011—2014 — Панда Кунг-Фу: Легенди крутості — майстриня Тигриця, другорядні персонажі
- 2011 — Панда Кунг-Фу 2 — майстриня Тигриця
- 2011 — Гномео та Джульєта
- 2009—2010 — Дорогоцінні тваринки — Діана (дубляж SDI Media Russia)
- 2009 — Поїзд динозаврів — Шайні, місіс Птеранодон
- 2009 — Незрівнянний містер Фокс  — місіс Фокс
- 2009 — Астробой — оповідачка
- 2009 — Монстри проти чужих — Комп'ютер
- 2008—2011 — Бетмен: Відважний і сміливий — Еласті-Гьорл, Жінка-кішка
- 2008 — Пригоди Десперо — королева
- 2008 — Ігор — Жаклін / Гайді
- 2007 — Бі Муві: Медова змова
- 2007 — Том і Джеррі: Історія про Лускунчика —  Неллі ,  Ле Петіт
- 2007 — Сімпсони у кіно — Мардж Сімпсон
- 2007 — Черепашки Ніндзя — Караї
- 2006 — Рога і копита — курка Етта
- 2005 — Бетмен проти Дракули — Вікі Вейл
- 2005 — Джонні Тест — Мама, Джанет
- 2004—2008 — Бетмен — Селіна Кайл / Жінка-кішка ,  Гарлін Квінзель / Гарлі Квінн ,  Аманда ,  детективка Елен Інь ,  Бетгьорл
- 2003 — Діти дощу — Скан в дитинстві
- 2001—2007 — Жахливі пригоди Біллі і Менді —  Ірвін, майже всі жіночі ролі
- 2000 —  2001 Пригоди принцеси Нері —  оповідачка
- 1997 — Екстремальні мисливці за привидами —  Кайлі Гріффін ,  Жанін Мелнітц  (дубляж СТС)
- 1994 — Жили-були … першовідкривачі —  всі жіночі ролі
- 1990 — Пригоди мультяшок —  Світі Пай ,  Ширлі Лун
- 1976 — Дванадцять подвигів Астерікса —  частина жіночих ролей (дубляж Gulli)

### Телевізійна реклама
- Російський шоколад
- Miele
- Garnier
- Ламбер
- Актімель
- Барні
- Найз гель
- Vichy
- Monini
- Сенаде
- Nespresso (2011)
- Чиста лінія (2011)
- Флуімуцил (Флуимуцил, 2011-2012)
- Colgate Optic White (2013)
- Arla Natura (2013-2017)
- Йодомарин (з 2014)
- Овестін (2014)[11]
- Пімафуцин (2014)[12]
- Нурофен для дітей
- Лісовий бальзам Форте (Лесной бальзам Форте)
- Еспумізан (2014)
- Простамол-Уно (2015)
- Nestle Fitness
- Екотестер СОЕКС
- Оксамитові ручки (2016)[13]
- Carte Noire (2016)
- Нурофен та Нурофен для дітей (2016)
- Ряба (2016)
- Huggies Elite Soft (2017)
- Volkswagen Tiguan (2017)[14]
- Іберогаст (2017)
- Тауфон (2017)
- Renewal (2017)
- Nescafe Gold (2017)
- Гербер (2018)
- Цетрин (2018)
- Супрастінекс (2018)
- Фестал (2018)
- Махєєв (2019)
- Cif (2019)
- AKPIDEPM ГК (2019)

### Телепередачі та документальні фільми
- 2006 — Андрій Ростоцький: останній романтик (Культура)
- 2006—2013 — Галапагоські острови (Культура)[3]
- 2009—2011 — Година суду (РЕН ТВ) — закадровий голос
- 2013 — Час обідати (Перший канал) — закадровий голос
- 2015 — Девід Гілмор: Широкі горизонти
- 2016 — Стів Макквін: Людина і гонщик
- 2017 — Бактерії. Війна світів (Перший канал) — переказування іноземної мови за кадром
- 2017 — Рудольф Нурієв. Неприборканий геній (ТВ Центр) — переказування іноземної мови за кадром

### Відеоігри
- 2004 — Ларрі 7: секс під вітрилом — Фригіда Пуритано
- 2004 — BloodRayne 2 — ефемерний
- 2004 — Sacred — Вампіреса
- 2005 — Advent Rising — Марін Стіл
- 2006 — The Legend of Spyro: A New Beginning — Ніна
- 2006 — Dark Messiah of Might and Magic — Зана
- 2006 — Петька 007: Золото Партії — Анка
- 2007 — God of War II — Афіна
- 2008 — World of Warcraft — Тіранда Шелест Вітру
- 2009 — Call of Juarez: Bound in Blood — Маріса Мендоза
- 2010 — Heavy Rain — Медісон Пейдж
- 2010 — God of War III — Афіна (окремі репліки), Афродіта
- 2010 — StarCraft II: Wings of Liberty — Материнський корабель, Баньші
- 2011 — God of War: Ghost of Sparta — Афіна
- 2012 — Diablo III — Адрія, простолюдинка[15]
- 2013 — StarCraft II: Heart of the Swarm — Ласарра
- 2015 — Skyforge — Геріда[16]
- 2015 — Heroes of the Storm — Тіранда
- 2016 — Deus Ex: Mankind Divided — ShadowChild
- 2016 — Overwatch — Оріса
- 2016 — World of Warcraft: Legion — Тіранда, Леді С'тено
- 2016 — Battle Carnival — The Lady
- 2017 — StarCraft: Remastered — Одна з реплік Спостерігача
- 2018 — World of Warcraft: Battle for Azeroth — Тіранда
- 2018 — Marvel's Spider-Man — тітка Мей Паркер
- 2018 — Shadow of the Tomb Raider — Яміл, Авіль